# Oscar Asmundson
Oscar Ingolfur Asmundson, dit Ossie, (né le 17 novembre 1908 à Markerville, dans la province de l'Alberta, au Canada — mort le 2 novembre 1964 à Los Angeles dans l'état de Californie, aux États-Unis) est un joueur professionnel canadien de hockey sur glace qui évoluait au poste d'ailier droit.

## Biographie
Au cours de sa carrière, Asmundson, dit Ossie, est membre de cinq équipes différentes de la Ligue nationale de hockey mais joue essentiellement pour leurs clubs-écoles dans des ligues mineures. Il remporte la Coupe Stanley en 1933 avec les Rangers de New York.
Il prend sa retraite en 1945 et meurt en 1964 à 55 ans.

## Statistiques
| Saison     | Équipe                   | Ligue      |     | Saison régulière | Saison régulière | Saison régulière | Saison régulière | Saison régulière |    | Séries éliminatoires | Séries éliminatoires | Séries éliminatoires | Séries éliminatoires | Séries éliminatoires |
| Saison     | Équipe                   | Ligue      | PJ  | B                | A                | Pts              | Pun              | PJ               | B  | A                    | Pts                  | Pun                  |                      |                      |
| 1928-1929  | Cubs de Victoria         | PCHL       | 29  | 2                | 2                | 4                | 6                |                  |    |                      |                      |                      |                      |                      |
| 1929-1930  | Cubs de Victoria         | PCHL       | 35  | 8                | 3                | 11               | 40               |                  |    |                      |                      |                      |                      |                      |
| 1930-1931  | Tacoma-Vancouver         | PCHL       | 30  | 10               | 2                | 12               | 36               | 4                | 1  | 0                    | 1                    | 4                    |                      |                      |
| 1931-1932  | Tigers du Bronx          | Can-Am     | 40  | 15               | 16               | 31               | 61               | 1                | 0  | 0                    | 0                    | 0                    |                      |                      |
| 1932-1933  | Rangers de New York      | LNH        | 48  | 5                | 10               | 15               | 20               | 8                | 0  | 2                    | 2                    | 4                    |                      |                      |
| 1933-1934  | Rangers de New York      | LNH        | 46  | 2                | 6                | 8                | 8                | 1                | 0  | 0                    | 0                    | 0                    |                      |                      |
| 1934-1935  | Red Wings de Détroit     | LNH        | 3   | 0                | 0                | 0                | 0                |                  |    |                      |                      |                      |                      |                      |
| 1934-1935  | Olympics de Détroit      | LIH        | 18  | 8                | 8                | 16               | 20               |                  |    |                      |                      |                      |                      |                      |
| 1934-1935  | Eagles de Saint-Louis    | LNH        | 11  | 4                | 7                | 11               | 2                |                  |    |                      |                      |                      |                      |                      |
| 1935-1936  | Eagles de New Haven      | Can-Am     | 25  | 4                | 11               | 15               | 26               |                  |    |                      |                      |                      |                      |                      |
| 1936-1937  | Americans de New York    | LNH        | 1   | 0                | 0                | 0                | 0                |                  |    |                      |                      |                      |                      |                      |
| 1936-1937  | Eagles de New Haven      | IAHL       | 44  | 13               | 22               | 35               | 32               |                  |    |                      |                      |                      |                      |                      |
| 1937-1938  | Canadiens de Montréal    | LNH        | 2   | 0                | 0                | 0                | 0                |                  |    |                      |                      |                      |                      |                      |
| 1937-1938  | Eagles de New Haven      | IAHL       | 44  | 13               | 26               | 39               | 57               | 2                | 0  | 0                    | 0                    | 0                    |                      |                      |
| 1938-1939  | Barons de Cleveland      | IAHL       | 22  | 1                | 4                | 5                | 2                |                  |    |                      |                      |                      |                      |                      |
| 1939-1940  | Barons de Cleveland      | IAHL       | 39  | 14               | 18               | 32               | 34               |                  |    |                      |                      |                      |                      |                      |
| 1940-1941  | Barons de Cleveland      | LAH        | 48  | 8                | 22               | 30               | 33               | 9                | 3  | 3                    | 6                    | 15                   |                      |                      |
| 1941-1942  | Reds de Providence       | LAH        | 2   | 0                | 2                | 2                | 0                |                  |    |                      |                      |                      |                      |                      |
| 1941-1942  | Ramblers de Philadelphie | LAH        | 54  | 13               | 33               | 46               | 48               |                  |    |                      |                      |                      |                      |                      |
| 1942-1943  | Lions de Washington      | LAH        | 41  | 9                | 19               | 28               | 32               |                  |    |                      |                      |                      |                      |                      |
| 1943-1944  | Coast Guard Clippers     | Exhib.     | 28  | 15               | 23               | 38               | 8                | 12               | 11 | 15                   | 26                   | 2                    |                      |                      |
| 1944-1945  | Wolves de Hollywood      | PCHL       | 15  | 15               | 20               | 35               |                  |                  |    |                      |                      |                      |                      |                      |
| Totaux LNH | Totaux LNH               | Totaux LNH | 111 | 11               | 23               | 34               | 30               | 9                | 0  | 2                    | 2                    | 4                    |                      |                      |

## Transactions en carrière
- Le 26 octobre 1931 : droits vendus aux Rangers de New York par Tacoma-Vancouver (LHCP).
- Le 1er octobre 1934 : droits vendus aux Red Wings de Détroit par les Rangers de New York.
- Le 6 février 1935 : signe avec les Eagles de Saint-Louis.
- Le 14 février 1937 : signe avec les Americans de New York.
- Le 28 octobre 1937 : droits vendus aux Canadiens de Montréal par les Americans de New York.
- Le 9 novembre 1938 : droits vendus aux Barons de Cleveland par les Canadiens de Montréal.